# USS Alabama (BB-8)

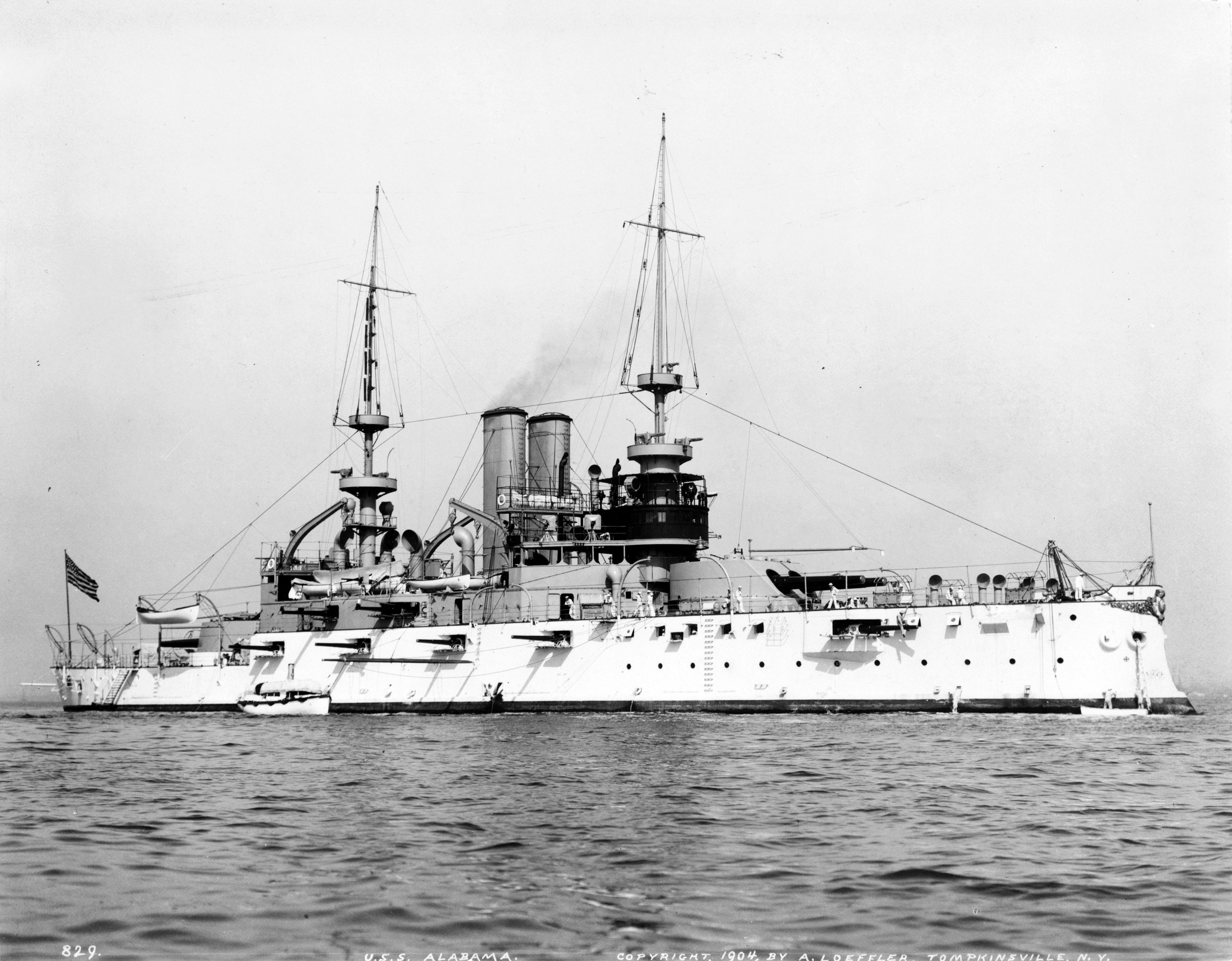
USS „Alabama” w 1904

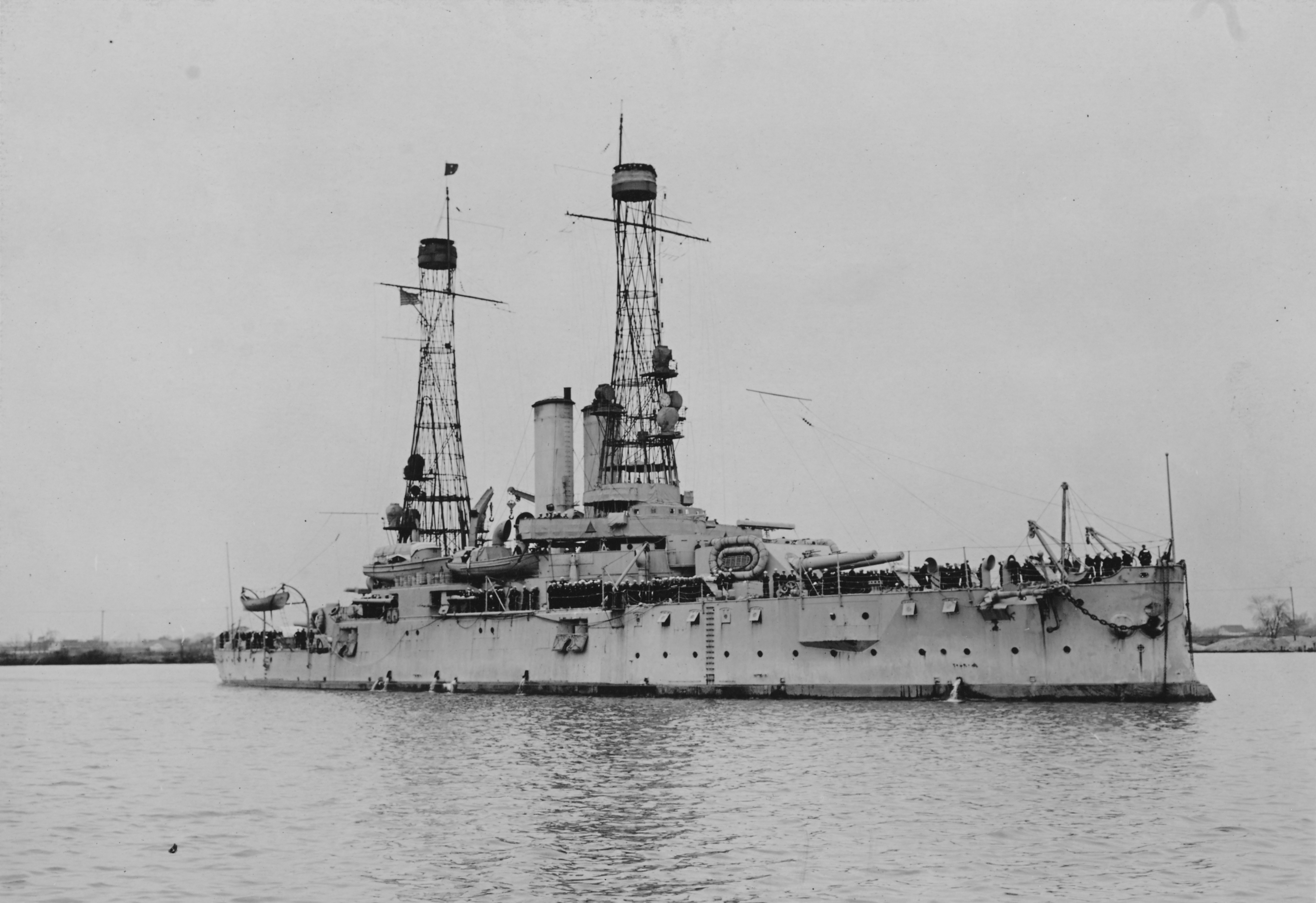
USS „Alabama” w pobliżu Filadelfii w 1919

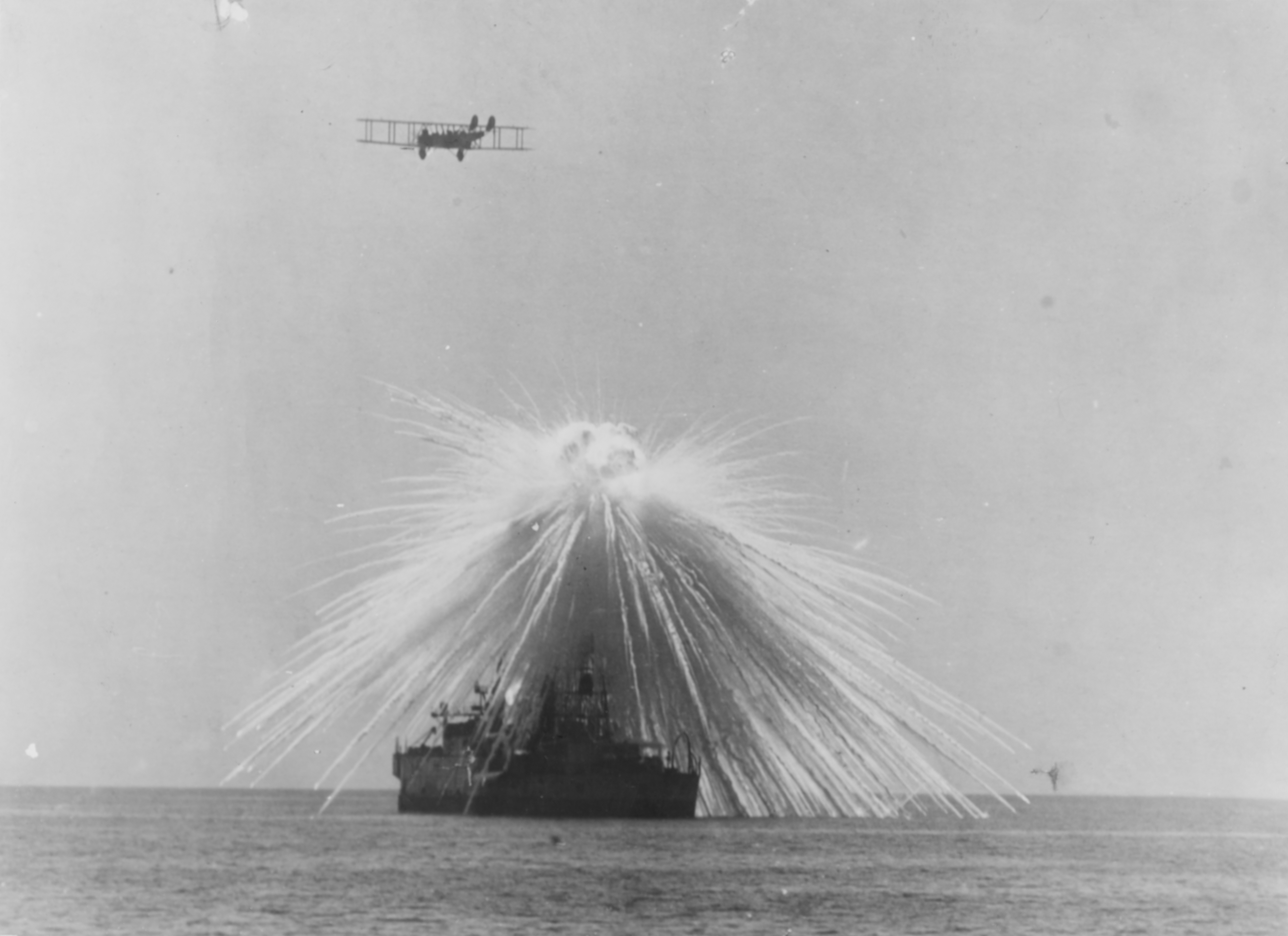
USS „Alabama” trafiony bombą z białym fosforem w czasie testu generała Mitchella we wrześniu 1921

USS Alabama (BB-8) – amerykański pancernik typu Illinois. Ten predrednot był czwartym okrętem United States Navy noszącym nazwę pochodzącą od stanu Alabama.

## Historia
Stępkę położono 1 grudnia 1896 w Filadelfii w William Cramp and Sons Ship and Engine Building Company. Okręt został zwodowany 18 maja 1898, matką chrzestną była pani Mary Morgan, córka Johna T. Morgana, senatora stanu Georgia. Okręt wszedł do służby 16 października 1900. Pierwszym dowódcą został Willard H. Brownson.
Pomimo przydziału do North Atlantic Station, Alabama nie rozpoczął operacji do początku następnego roku. Przebywał w Filadelfii do 13 grudnia, wtedy wyszedł w krótką podróż do Nowego Jorku. Tam pozostał do drugiej połowy stycznia 1901. W końcu, 27 stycznia, popłynął na południe, na zimowe ćwiczenia floty na szkolnym obszarze w Zatoce Meksykańskiej niedaleko Pensacola. Kariera pancernika rozpoczęła się na początku lutego wraz z przybyciem na wody zatoki. Z jednym wyjątkiem w 1904 każdy rok między 1901 a 1907 składał się z ćwiczeń w składzie floty i szkoleń artyleryjskich w czasie wojny na wodach Zatoki Meksykańskiej i Indii Zachodnich. Latem i jesienią operował w pobliżu północno-wschodniego wybrzeża USA i przechodził naprawy. Wyjątek w 1904 stanowił rejs, który rozpoczął się w Pensacola po zakończeniu zimowych manewrów. Pancernik w towarzystwie innych ciężkich okrętów „Kearsarge” (BB-5), „Maine” (BB-10), „Iowa” (BB-4), „Olympia” (C-6), „Baltimore” (C-3) i „Cleveland” (C-19) udał się w podróż do Portugalii i na Morze Śródziemne. Po oficjalnej wizycie w Lizbonie, która miała uhonorować wstąpienie następcy tronu do portugalskiej szkoły morskiej „Alabama” wraz z trzema innymi pancernikami do połowy sierpnia pływał na wodach śródziemnomorskich. Wracając, odwiedził Azory i 29 sierpnia dotarł wraz z towarzyszami do Newport. We wrześniu wszedł do League Island Navy Yard na remont. Na początku grudnia opuścił stocznię i wznowił rejsy w składzie Floty Północnego Atlantyku.
Pod koniec 1907 wyszedł w rejs ze specjalną misją. 16 grudnia opuścił Hampton Roads w towarzystwie jednostek, które stały się później znane jako Wielka Biała Flota. „Alabama” towarzyszyła formacji w podróży dookoła Ameryki Południowej. Pierwsza część całej wyprawy zakończyła się w San Francisco. 18 maja 1908, gdy większość floty udała się na północ, by odwiedzić północno-zachodni Pacyfik, okręt pozostał w porcie w celu przeprowadzenia napraw w Mare Island Naval Shipyard. W ten sposób okręt nie wziął udziału w szczególnie ważnej wizycie w Japonii. W tym czasie „Alabama” i „Maine” opuściły San Francisco, 8 czerwca popłynęły inną, uproszczoną drogą dookoła świata (okręty Wielkiej Białej Floty odwiedzały wiele portów). Płynąc przez Honolulu i Guam, 20 lipca zawinęły do Manili na Filipinach. W sierpniu okręty odwiedziły Singapur i Kolombo na Cejlonie. Z Kolombo udały się przez Aden na Półwyspie Arabskim do Kanału Sueskiego. Przeszły przez kanał na początku września i przepłynęły przez Morze Śródziemne, zatrzymując się w połowie miesiąca tylko w Neapolu. Później odwiedziły Gibraltar, gdzie nabrały zapasów na przejście przez Atlantyk. W ostatnią część wyprawy wyszły 4 października. Po drodze odwiedziły jeszcze Azory. 19 października gdy były już blisko celu rozdzieliły się. „Maine” udał się do Portsmouth, a „Alabama” do Nowego Jorku. Oba dotarły do portów docelowych 20 października.
3 listopada 1908 USS „Alabama” został umieszczony w rezerwie w Nowym Jorku. Pomimo tego, że stał nieaktywny w porcie nowojorskim, nie został wycofany ze służby do 17 sierpnia 1909. W pierwszej połowie 1912 przeszedł rozległy przegląd. 17 kwietnia 1912 wszedł ponownie do służb, w drugiej rezerwie (ang. commission, second reserve) w Nowym Jorku. Dowódcą został Commander Charles F. Preston. Nowo tworzona Atlantycka Flota Rezerwowa (ang. Atlantic Reserve Fleet), w skład której razem z USS „Alabama” weszło dziewięć starych pancerników oraz krążowniki „Brooklyn” (CA-3), „Columbia” (C-12) i „Minneapolis” (C-13), miała trzymać te okręty w gotowości do służby, redukując jednocześnie wydatki poprzez zmniejszenie załóg. Te ostatnie mogły być w razie potrzeby uzupełnione rezerwistami i ochotnikami. Formacja jako całość miała wystarczającą ilość oficerów i marynarzy, by móc wypłynąć dwoma lub trzema okrętami na morze w rotacyjny sposób, sprawdzając stan zapasów i ćwicząc załogi.
25 lipca 1912 okręt wszedł do pełnej służby (ang. full commission) i operował z Flotą Atlantyku w pobliżu wybrzeża Nowej Anglii. 10 września 1912 wrócił do rezerwy służbowej (ang. in commission, first reserve) w Nowym Jorku. Pod koniec lata 1913 marynarka wojenna dodała kolejne zadanie dla Atlantyckiej Floty Rezerwowej, nakazując jednostkom zaokrętowanie pododdziałów z różnych stanowych rezerw morskich (ang. state naval militia), by szkolić je na morzu w sposób podobny do programu rezerwy. Latem 1913 USS „Alabama” pływał wzdłuż wschodniego wybrzeża USA, odbył też dwie podróże na Bermudy, szkoląc rezerwistów ze stanu Maryland, Nowy Jork, Rhode Island, Maine, Indiana, Karolina Północna i Dystryktu Kolumbia. 2 września w Filadelfii zakończył ostatni tego roku rejs szkoleniowy. 31 października 1913 został umieszczony w rezerwie służbowej (ang. in ordinary) i w rezerwie (ang. in reserve) 1 lipca 1914.
Przez kolejne 30 miesięcy pozostawał nieaktywny, cały czas będąc w składzie Sił Rezerwowych Floty Atlantyku (ang. Reserve Force, Atlantic Fleet) w Filadelfii. Wprawdzie Stany Zjednoczone nie wzięły od początku udziału w I wojnie światowej, ale konflikt miał wpływ na losy okrętu. 22 stycznia 1917 w Filadelfii pancernik został okrętem koszarowym, biorąc na pokład rekrutów z poboru na szkolenie. W połowie marca popłynął na południe, na obszar zatoki Chesapeake i rozpoczął szkolenie poborowych. W czasie tego zadania (6 kwietnia 1917) dotarła wiadomość o przystąpieniu Stanów Zjednoczonych do I wojny światowej. Dwa dni później USS „Alabama” został okrętem flagowym 1 Dywizjonu Floty Atlantyku. Przez pozostałą część I wojny światowej okręt uczestniczył w szkoleniu rekrutów na zatoce Chesapeake i na wodach przybrzeżnych wschodniego wybrzeża USA. Raz pod koniec czerwca i na początku lipca 1918 przebywał w Zatoce Meksykańskiej.
Po podpisaniu rozejmu 11 listopada 1918 okręt nadal kontynuował wykonywanie zadań szkoleniowych, ale już z mniejszą intensywnością. W lutym i marcu 1919 popłynął na południe na obszar Indii Zachodnich na zimowe manewry. W połowie kwietnia wrócił do Filadelfii na rutynowy remont, po czym udał się do Annapolis, by zaokrętować podchorążych (ang. midshipman) Akademii Morskiej. Miał się z nimi udać na letni rejs szkolny. 28 i 29 maja popłynął w krótki rejs z Filadelfii do Annapolis. 9 czerwca wyszedł z Annapolis ze 184 kadetami na pokładzie. W czasie pierwszej części rejsu udał się do Indii Zachodnich przez Kanał Panamski i z powrotem. W połowie lipca popłynął do Nowego Jorku i wybrzeża Nowej Anglii. W sierpniu wrócił na południe i prowadził manewry. Pod koniec sierpnia w Annapolis wysadził kandydatów na oficerów i wrócił do Filadelfii.
Po ponad dziewięciu miesiącach spędzonych w Filadelfii, 7 maja 1920 pancernik został po raz ostatni wycofany ze służby. 15 września 1921 został przekazany Departamentowi Wojny jako okręt-cel. Jego nazwa została skreślona z listy okrętów floty. Na starym predrednocie na wodach zatoki Chesapeake przetestowano skuteczność bomb lotniczych zrzucanych przez samoloty lotnictwa armii. Zatonął na płytkiej wodzie 27 września 1921. 19 marca 1924 jego kadłub został sprzedany na złom.

## Kultura popularna
W 1911 Oceana Roll, piosenka napisana przez Rogera Lewisa ze słowami Luciena Denni, nagrana przez Billy’ego Murraya stała się hitem. „Alabama” jest wymieniona jako okręt, na którym Billy McCoy gra na pianinie. Jednak słowa mówią o krążowniku, a nie o pancerniku „Alabama”.